# Razorbacks de l'Arkansas
Les Razorbacks de l'Arkansas (en anglais : Arkansas Razorbacks) sont un club omnisports universitaire qui se réfère aux équipes sportives féminines et masculines représentant l'université de l'Arkansas et qui participent aux compétitions organisées par la NCAA au sein de sa Division I. Les équipes sont membres de la Division Ouest (en anglais : Western) de la Southeastern Conference (SEC). Elles sont au nombre de 19 (8 féminines et 11 masculines) et concourent dans 13 sports.
Le campus universitaire et les installations sportives sont situées à Fayetteville dans l'État de l'Arkansas.
La mascotte de l'université est le Razorback, un  terme familier qui s'utilise aussi bien pour les cochons sauvages comme pour les sangliers. Ses équipes sont souvent désignées comme les Hogs (abréviation de razorback hogs).
La présente page est principalement consacrée au football américain. Depuis 1992, son équipe fait partie de la Division Ouest de la Southeastern Conference (SEC). Auparavant, elle avait joué comme équipe indépendante de 1894 à 1914 et ensuite au sein de la Southwest Conference de 1915 à 1991.

## Sports représentés
| Hommes                                      | Femmes            |
| ------------------------------------------- | ----------------- |
| Athlétisme†                                 | Athlétisme†       |
| Basketball                                  | Basketball        |
| Cross country                               | Cross country     |
| Golf                                        | Golf              |
| Tennis                                      | Tennis            |
| Football américain                          | Football (soccer) |
| Baseball                                    | Softball          |
|                                             | Natation/Plongeon |
|                                             | Gymnastique       |
|                                             | Volleyball        |
| † – Athlétisme en salle et/ou en plein air. |                   |

## Baseball
L'équipe de baseball de l'Université de l'Arkansas est fondée en 1897 et a participé chaque année au championnat de la Division I de le NCAA (en), (à l'exception de la saison 2016. Les Razorbacks se sont qualifiés à 12 reprises pour le tournoi de la College World Series, leur dernière participation étant en 2022. Ils n'ont jamais remporté le titre national bien qu'ayant été finalistes en 1979 et 2018.
L'équipe joue ses matchs à domicile au Baum-Walker Stadium inauguré en 1996 et d'une capacité de 10 737 spectateurs. Le record d'affluence de 13 472 spectateurs en 2018.
Les joueurs les plus célèbres du programme sont Cliff Lee, Dallas Keuchel et Drew Smyly, 62 Razorbacks ayant participé à au moins un match en ligues majeures de baseball.

## Football américain

### Descriptif en fin de saison 2023
- Couleurs :   (blanc et cardinal)[3]
- Surnom : les Hogs (Les Cochons)
- Dirigeants :
  - Directeur sportif : Hunter Yurachek
  - Entraîneur principal : Sam Pittman, 4e saison, 23 victoires pour 25 défaites
- Stade
  - Nom : Donald W. Reynolds Razorback Stadium
  - Capacité : 72 000
  - Surface de jeu : pelouse artificielle
  - Lieu :  Fayetteville, Arkansas
- Conférence :
  - Actuelle : Southeastern Conference, Division Ouest
  - Anciennes : Indépendants (1894–1914) et Southwest Conference (1915–1991)
- Internet :
  - Nom site Web : Arkansasrazorbacks.com
  - URL : http://www.arkansasrazorbacks.com
- Bilan des matchs :
  - Victoires : 740
  - Défaites : 539
  - Nuls : 40
  - Moyenne : 57,6 %

- Bilan des Bowls :
  - Victoires : 17
  - Défaites : 24
  - Nuls : 3
  - Moyenne : 42 %
- College Football Playoff :
  - Apparitions : 0
  - Bilan : -

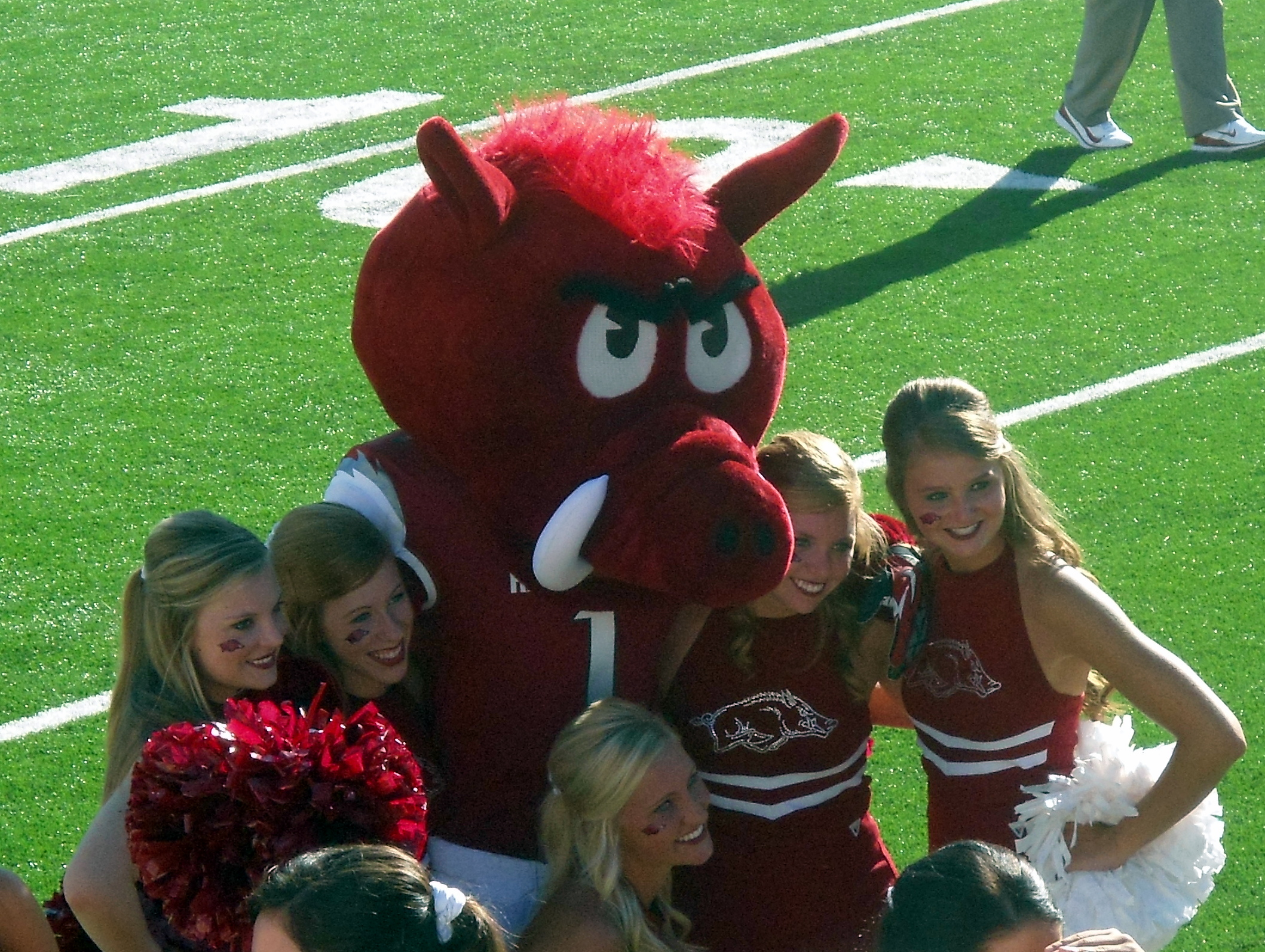
Big red en compagnie de cheerleaders lors d'un match.

  - Apparitions en College Football Championship Game : 0
- Titres :
  - Titres nationaux : 1 (1964)
  - Titre national non réclamé : 1 (1977)
  - Titres de la conférence : 13
  - Titres de la division ouest : 4

- Joueurs :

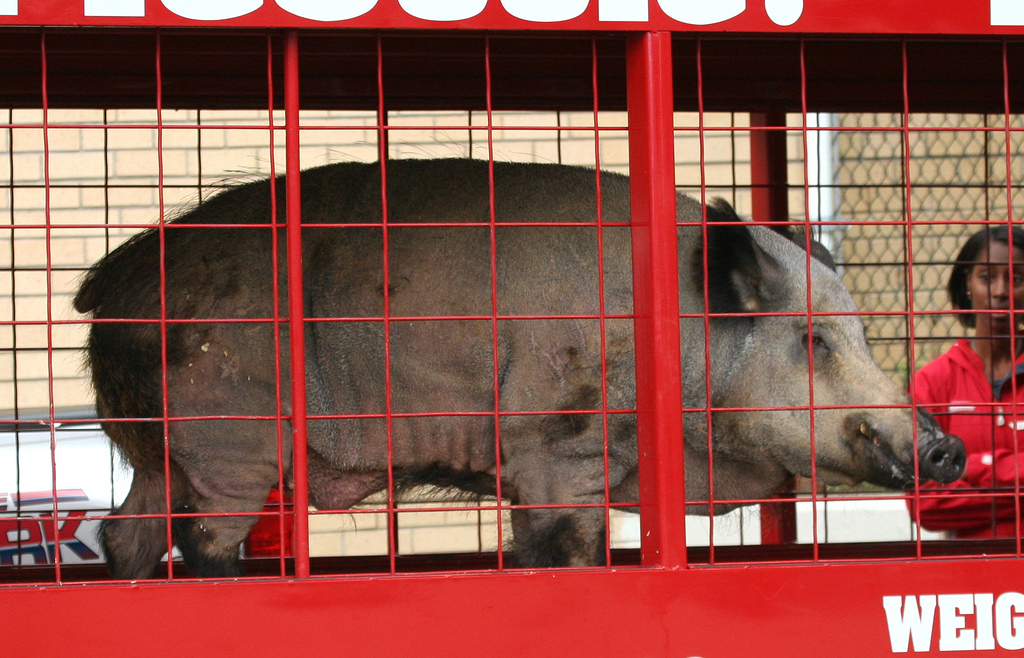
Tuck III mascotte de l'équipe

  - Vainqueurs du Trophée Heisman : 0
  - Sélectionnés All-American : 24
- Hymne : Arkansas Fight (en)
- Mascotte : Tusk (en) et Big Red (en)
- Fanfare : Best in Sight and Sound (en)
- Rivalités :
  - Ole Miss
  - LSU
  - Texas
  - Texas A&M, surnommée The Southwest Classic
  - Missouri, surnommée Battle Line Rivalry

### Histoire

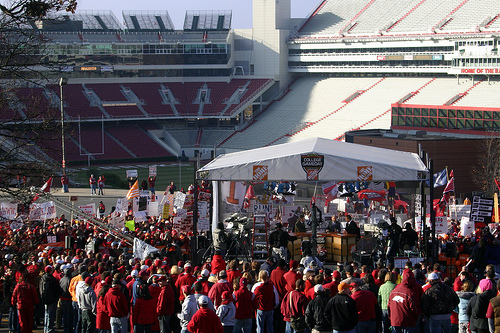
L'ESPN College Gameday sur le site de l'université de l'Arkansas.

L'équipe joue ses matchs à domicile soit au Donald W. Reynolds Razorback Stadium situé sur le campus de l'université à Fayetteville ou au War Memorial Stadium situé à Little Rock. C'est le seul programme de Division I à jouer dans deux stades à domicile.
Il avait commencé à représenter l'Université de l'Arkansas en 1894. Depuis, elle est devenue une des 25 meilleures équipes de la nation par rapport aux nombre de victoires en NCAA Division I FBS.
Le programme est membre de la Southeastern Conference depuis la saison 1991. En 1915, il avait été un des membres fondateurs de la Southwest Conference (SWC) y restant sans discontinuer jusqu'en fin de saison 1990. De 1915 à 1991, les Razorbacks ont remporté à 13 reprises le titre de champion de la SWC. Les meilleures années s'étaient passées sous les ordres des entraîneurs principaux Frank Broyles (en), Lou Holtz (en) et Ken Hatfield (en).
En 1964, les Razorbacks sont la seule équipe invaincue sur la saison. Ils gagnent ensuite le Cotton Bowl 1965 et sont désignés champions nationaux par la Football Writers Association of America (en). L'équipe invaincue de 1969, emmenée par le quarterback Bill Montgomery (en), défie les Longhorns du Texas en finale nationale. Elle perd le match du siècle (game of the century) (en), 15 à 14.
Sous les ordres de l'entraîneur principal Bobby Petrino (en), Arkansas connait un succès probant lors de BCS National Championship Games 2010, remportant le Sugar Bowl 2011 et se classant finalement no 3 de la nation.
Le 4 décembre 2012, l'Université de l'Arkansas nomme Bret Bielema (en) comme nouvel entraîneur de l'équipe. Le poste était occupé auparavant en intérim par John L. Smith (en) en attendant que l'université ne trouve un remplaçant à Bobby Petrino (en) remercié le 10 avril 2012,. Petrino avait succédé à Houston Nutt (en) lequel était resté 10 années à la tête de l'équipe.
Actuellement, le programme est dirigé par Chad Morris.

### Rivalités

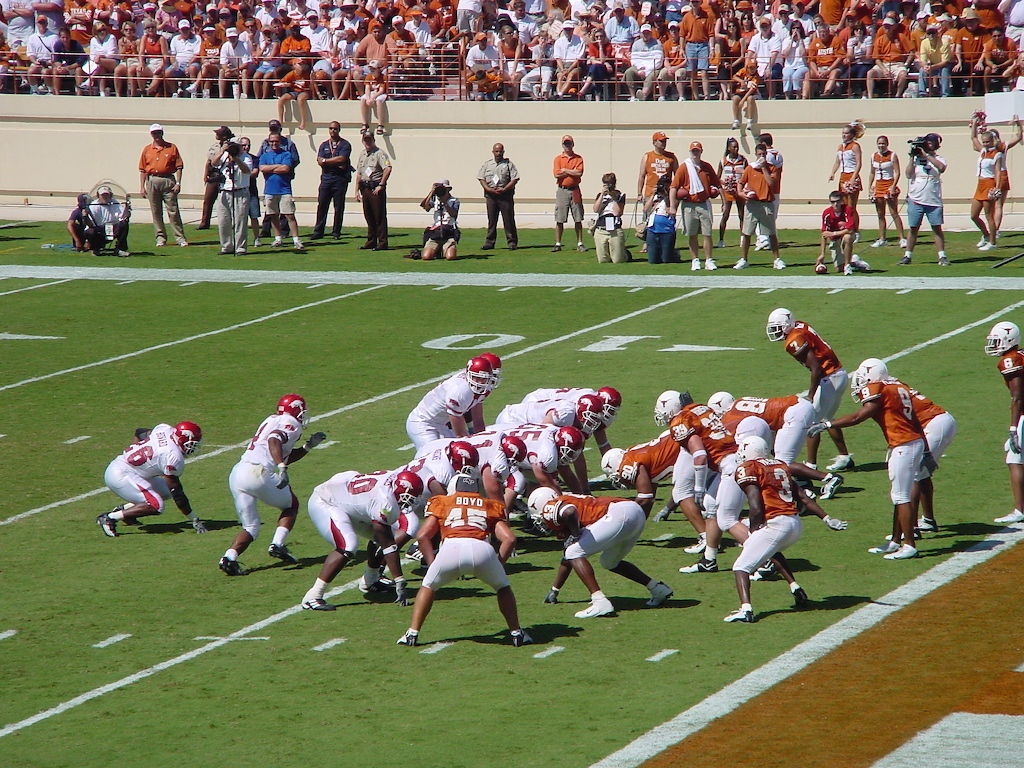
Arkansas en déplacement à Texas en 2003, Arkansas gagnant 38 à 28.

- Rebels d'Ole Miss (en)

Les Razorbacks jouent pour la première fois contre les Rebels en 1908. Arkansas et Mississippi se rencontrent sporadiquement à de nombreuses reprises lors des années suivantes. Elles se rencontreront annuellement lors de certaines périodes, de 1940 à 1947 et de 1952 à 1962. Elles se rencontreront également à deux reprises lors des Sugar Bowl de 1963 et de 1970 à La Nouvelle-Orléans. Depuis 1981, les deux équipes se rencontrent annuellement.
En 2001, Arkansas et Ole Miss établissent à Oxford au Mississippi un record de prolongations en un seul match de NCAA puisque Arkansas gagnera ce match 58 à 56 après 7 prolongations. Ce record a depuis été égalé mais pas encore battu. Le récent passage de l'entraîneur principal Houston Nutt d'Arkansas vers Ole Miss (viré en fin de saison 2007 et engagé quelques heures plus tard par Ole Miss) a ajouté et intensifié la vieille rivalité entre les programmes.
Arkansas est l'équipe de la SEC qui avait rencontré le plus de fois Ole Miss jusqu'à ce que Texas A&M rejoigne la SEC en 2012.
Deux victoires d'Ole Miss ont été annulées par la NCAA (2012 et 2013). La victoire d'Ole Miss en 1914 est contestée par Arkansas qui réclame le forfait, Ole Miss ayant aligné un joueur non éligible.
- Tigers de LSU (en)

Depuis qu'ils ont rejoint la Southeastern Conference en 1992, les Razorbacks ont développé une rivalité avec les Tigers de LSU. Le match est joué chaque année le jour suivant le Thanksgiving Day et a été retransmis en télévision sur CBS jusqu'en 2014 puisque cette année-là, LSU jouait Texas A&M lors du Thanksgiving et Arkansas afrontait Missouri en semaine. Depuis sa création en 1996, le gagnant du match de rivalité reprend le trophée Golden Boot (en) un trophée en or de 24 carats ayant la forme des deux états.
En 2002, la rivalité entre les deux équipes augmente car le vainqueur du match désignera l'équipe de la Division Ouest pour la finale de conférence SEC. Le match, surnommé Miracle on Markham, est gagné par Arkansas à la toute dernière seconde, grâce à un touchdown à la passe de quarterback Matt Jones (en) vers le receveur Decori Birmingham. En 2006, les Tigers battent à Little Rock, 31 à 26, les champions de la SEC West (Ouest) invaincus depuis 10 matchs.
En 2007, après trois prolongations, Arkansas va battre LSU, 50 à 48, en déplacement à Baton Rouge pour la première fois depuis 1993, récupérant le trophée Golden Boot après 4 saisons consécutives de disette. En 2008, les Razorbacks conservent le trophée, battant 31 à 30 LSU grâce à un dernier touchdown inscrit lors d'un drive à la dernière minute de jeu.
Fin de saison 2023, LSU mène les statistiques avec 42 victoires pour 23 défaites et 2 nuls, deux victoires de LSU (2012 et 2013) ayant été annulées par la NCAA.
- Longhorns du Texas (en)

Même si le match Arkansas-Texas n'a pas été régulièrement disputé depuis le départ en 1991 d'Arkansas de la Southwest Conference, les Longhorns sont toujours considérés par beaucoup comme les meilleurs rivaux des Razorbacks. Il y a plusieurs raisons à cela mais la plus importante est le résultat du match de 1969 entre ces deux équipes aussi connu sous le nom de "The Big Shootout" (victoire des Longhorns 15 à 14 après avoir été menés 14 à 0 par Arkansas - les Longhorns deviendront champions nationaux par la suite.
La rivalité entre les Razorbacks et les Longhorns est ravivée lors du Texas Bowl de 2014 (Arkansas gagnant 31 à 7, donnant également à l'entraîneur Bret Bielema sa première victoire dans un bowl à Arkansas
- Texas A&M surnommé The Southwest Classic

Les Razorbacks jouent pour la première fois contre Texas A&M en 1903. De 1934 à 1991, comme membres de la Southwest Conference (SEC) ces équipes se rencontrent chaque année. Cependant, en 1991 la série cesse lorsque Arkansas quitte la SWC pour rejoindre la Southeastern Conference. La série reprend en 2009, Arkansas gagnant le match 47 à 19.
L'accord initial entre les deux programmes permettait au match de pouvoir se jouer pendant 30 années consécutives (10 saisons consécutives plus une option de 4 années consécutives renouvelable à 5 reprises),,.
Le match est joué sur terrain neutre au Cowboys Stadium depuis la saison 2009. Après le départ de Texas A&M vers la SEC, le match de 2012 est joué au Kyle Field au Texas et celui de 2013 en Arkansas Le cycle sur terrain neutre reprend par la suite à l'exception de celui de 2020 joué sur le terrain de Texas A&M en raison de la pandémie de Covid-19. Dès la saison 2025, les rencontres auront lieu de nouveau alternativement sur les campus mais les matchs n'auront plus lieu chaque année, la SEC ayant supprimé ses divisions à la suite de son élargissement et les deux universités ne bénéficiant plus de protection lors de l'élaboration des calendriers.
Fin de saison 2024, Arkansas mène les statistiques avec 42 victoires, 36 défaites et 3 nuls.
- Tigers du Missouri

Arkansas et Missouri se sont rencontrés pour la première fois en à Columbia dans le Missouri. La série de rencontres annuelles débute en 2014 et est appelée la Battle line Rivalry. Le 23 novembre 2015, un nouveau trophée annuel a été dévoilé. La victoire de Missouri en 2016 a été annulée par la NCAA.

#### Statistiques de rivalité
Statistiques en fin de saison 2023.
| Équipes             | Bilan Arkansas | Bilan Arkansas | Bilan Arkansas | Bilan Arkansas | Bilan Arkansas | 1er match | Dernier match |
| ------------------- | -------------- | -------------- | -------------- | -------------- | -------------- | --------- | ------------- |
| Équipes             | Nb.            | V.             | D.             | N.             | %              | 1er match | Dernier match |
| Rebels d'Ole Miss   | 70             | 38             | 1              | 29             | 54,3           | 1908      | 2023          |
| Tigers de LSU       | 69             | 23             | 2              | 42             | 33,3           | 1901      | 2023          |
| Longhorns du Texas  | 79             | 23             | 0              | 56             | 29,1           | 1903      | 2021          |
| Aggies de Texas A&M | 80             | 42             | 3              | 35             | 52,5           | 1903      | 2023          |
| Tigers du Missouri  | 15             | 40             | 0              | 100            | 25,0           | 1906      | 2023          |

### Palmarès
- Saison par saison

Résultats saison par saison des Razorbacks de l'Arkansas en football américain (en)
- Champion national

| Saison                         | Entraîneur    | Sélectionneurs | Bilan saison | Bowl                     | Adversaire | Résultat |
| 1964                           | Frank Broyles | FWAA, HAF      | 11–0         | Cotton Bowl Classic 1965 | Nebraska   | G, 10–7  |
| Titre de champion national : 1 |               |                |              |                          |            |          |

- Championnat national non réclamé par Arkansas

| Saison                                     | Entraîneur | Sélectionneurs | Bilan saison | Bowl             | Adversaire | Résultat |
| 1977                                       | Lou Holtz  | Rothman (FACT) | 11–1         | Orange Bowl 1978 | Oklahoma   | G, 31-6  |
| Titre de champion national non réclamé : 1 |            |                |              |                  |            |          |

- Champion de conférence

| Saison                                                 | Conférence | Entraîneur    | Bilan de saison | Bilan en conférence |
| 1936                                                   | SWC        | Fred Thomsen  | 7–3             | 5–1                 |
| 1946†                                                  | SWC        | John Barnhill | 6–3–2           | 5–1                 |
| 1954                                                   | SWC        | Bowden Wyatt  | 8–3             | 5–1                 |
| 1959†                                                  | SWC        | Frank Broyles | 9–2             | 5–1                 |
| 1960                                                   | SWC        | Frank Broyles | 8–3             | 6–1                 |
| 1961†                                                  | SWC        | Frank Broyles | 8–3             | 5–1                 |
| 1964                                                   | SWC        | Frank Broyles | 11–0            | 7–0                 |
| 1965                                                   | SWC        | Frank Broyles | 10–1            | 7–0                 |
| 1968†                                                  | SWC        | Frank Broyles | 10–1            | 6–1                 |
| 1975†                                                  | SWC        | Frank Broyles | 10–2            | 6–1                 |
| 1979†                                                  | SWC        | Lou Holtz     | 10–2            | 7–1                 |
| 1988                                                   | SWC        | Ken Hatfield  | 10–2            | 7–0                 |
| 1989                                                   | SWC        | Ken Hatfield  | 10–2            | 7–1                 |
| Titres de champion de conférence (†=co-champions) : 13 |            |               |                 |                     |

- Champion de division

| Saison                             | Division | Adversaire             | Résultat |
| 1995                               | SEC West | Gators de la Floride   | P, 3–34  |
| 2002                               | SEC West | Bulldogs de la Géorgie | P, 3–30  |
| 2006                               | SEC West | Gators de la Floride   | P, 28–38 |
| Titres de champion de division : 3 |          |                        |          |

- Bowls

| Saison                                    | Entraîneur               | Bowl                             | Adversaire                       | Résultat  |
| 1933                                      | Fred Thomsen             | Dixie Classic 1934               | Gentlemen de Centenary           | N, 7–7    |
| 1946                                      | John Barnhill            | Cotton Bowl Classic 1947         | Tigers de LSU                    | N, 0–0    |
| 1947                                      | John Barnhill            | Dixie Bowl 1948                  | Indians de William & Mary        | G, 21–19  |
| 1954                                      | Bowden Wyatt             | Cotton Bowl Classic 1955         | Yellow Jackets de Georgia Tech   | P, 14–6   |
| 1959                                      | Frank Broyles            | Gator Bowl 1960                  | Yellow Jackets de Georgia Tech   | G, 14–7   |
| 1960                                      | Frank Broyles            | Cotton Bowl Classic 1961         | Blue Devils de Duke              | P, 7–6    |
| 1961                                      | Frank Broyles            | Sugar Bowl 1962                  | Crimson Tide de l'Alabama        | P, 10–3   |
| 1962                                      | Frank Broyles            | Sugar Bowl 1963                  | Rebels d'Ole Miss                | P, 17–13  |
| 1964                                      | Frank Broyles            | Cotton Bowl Classic 1965         | Cornhuskers du Nebraska          | G, 10–7   |
| 1965                                      | Frank Broyles            | Cotton Bowl Classic 1966         | Tigers de LSU                    | P, 14–7   |
| 1968                                      | Frank Broyles            | Sugar Bowl 1969                  | Bulldogs de la Géorgie           | G, 16–2   |
| 1969                                      | Frank Broyles            | Sugar Bowl 1970                  | Rebels d'Ole Miss                | P, 27–22  |
| 1971                                      | Frank Broyles            | Liberty Bowl 1971                | Volunteers du Tennessee          | P, 14–13  |
| 1975                                      | Frank Broyles            | Cotton Bowl Classic 1976         | Bulldogs de la Géorgie           | G, 31–10  |
| 1977                                      | Lou Holtz                | Orange Bowl 1978                 | Sooners de l'Oklahoma            | G, 31–6   |
| 1978                                      | Lou Holtz                | Fiesta Bowl 1978                 | Bruins de l'UCLA                 | N, 10–10  |
| 1979                                      | Lou Holtz                | Sugar Bowl 1980                  | Crimson Tide de l'Alabama        | P, 24–9   |
| 1980                                      | Lou Holtz                | Hall of Fame Classic 1980        | Green Wave de Tulane             | G, 34–15  |
| 1981                                      | Lou Holtz                | Gator Bowl 1981                  | Tar Heels de la Caroline du Nord | P, 31–27  |
| 1982                                      | Lou Holtz                | Astro-Bluebonnet Bowl 1982       | Gators de la Floride             | G, 28–24  |
| 1984                                      | Ken Hatfield             | Liberty Bowl 1984                | Tigers d'Auburn                  | P, 21–15  |
| 1985                                      | Ken Hatfield             | Holiday Bowl 1985                | Sun Devils d'Arizona State       | G, 18–17  |
| 1986                                      | Ken Hatfield             | Orange Bowl 1987                 | Sooners de l'Oklahoma            | P, 42–8   |
| 1987                                      | Ken Hatfield             | Liberty Bowl 1987                | Bulldogs de la Géorgie           | P, 20–17  |
| 1988                                      | Ken Hatfield             | Cotton Bowl Classic 1989         | Bruins de l'UCLA                 | P, 17–3   |
| 1989                                      | Ken Hatfield             | Cotton Bowl Classic 1990         | Volunteers du Tennessee          | P, 31–27  |
| 1991                                      | Jack Crowe               | Independence Bowl 1991           | Bulldogs de la Géorgie           | P, 24–15  |
| 1995                                      | Danny Ford               | Carquest Bowl 1995               | Tar Heels de la Caroline du Nord | P, 20–10  |
| 1998                                      | Houston Nutt             | Florida Citrus Bowl 1999         | Wolverines du Michigan           | P, 45–31  |
| 1999                                      | Houston Nutt             | Cotton Bowl Classic 2000         | Longhorns du Texas               | G, 27–6   |
| 2000                                      | Houston Nutt             | Las Vegas Bowl 2000              | Rebels de l'UNLV                 | P, 31–14  |
| 2001                                      | Houston Nutt             | Cotton Bowl Classic 2002         | Sooners de l'Oklahoma            | P, 10–3   |
| 2002                                      | Houston Nutt             | Music City Bowl 2002             | Golden Gophers du Minnesota      | P, 29–14  |
| 2003                                      | Houston Nutt             | Independence Bowl 2003           | Tigers du Missouri               | G, 27–14  |
| 2006                                      | Houston Nutt             | Capital One Bowl 2007            | Badgers du Wisconsin             | P, 17–14  |
| 2007                                      | Reggie Herring (intérim) | Cotton Bowl Classic 2008         | Tigers du Missouri               | P, 38–7   |
| 2009                                      | Bobby Petrino            | Liberty Bowl 2010                | Pirates d'East Carolina          | G, 20–17  |
| 2010                                      | Bobby Petrino            | Sugar Bowl 2011                  | Buckeyes d'Ohio State            | P, 31–26  |
| 2011                                      | Bobby Petrino            | Cotton Bowl Classic 2012         | Wildcats de Kansas State         | G, 29–16  |
| 2014                                      | Bret Bielema             | Texas Bowl 2014                  | Longhorns du Texas               | G, 31–7   |
| 2015                                      | Bret Bielema             | Liberty Bowl 2016 (janvier) 2016 | Wildcats de Kansas State         | G, 45–23  |
| 2016                                      | Bret Bielema             | Belk Bowl 2016                   | Hokies de Virginia Tech          | P, 35–24  |
| 2021                                      | Sam Pittman              | Outback Bowl 2022                | Nittany Lions de Penn State      | G, 24–10  |
| 2022                                      | Sam Pittman              | Liberty Bowl 2022                | Jayhawks du Kansas               | G, 54ET53 |
| Bilan : 17 victoires, 24 défaites, 3 nuls |                          |                                  |                                  |           |

### Les entraineurs
Arkansas a connu 37 entraineurs principaux depuis sa création (jusqu'en fin de saison 2023),.
| N° | Nom                | Saisons            | Bilan    | %    | Bowls |
| -- | ------------------ | ------------------ | -------- | ---- | ----- |
| 1  | John C. Futrall    | 1894–1896          | 5–2      | 71,4 | —     |
| 2  | B. N. Wilson       | 1897–1898          | 4–1–1    | 75,0 | —     |
| 3  | Colbert Searles    | 1899–1900          | 5–2–2    | 66,7 | —     |
| 4  | Charles Thomas     | 1901–1902          | 9–8      | 52,9 | —     |
| 5  | D. A. McDaniel     | 1903               | 3–4      | 42,9 | —     |
| 6  | A. D. Brown        | 1904–1905          | 6–9      | 40,0 | —     |
| 7  | Frank Longman      | 1906–1907          | 5–8–3    | 40,6 | —     |
| 8  | Hugo Bezdek        | 1908–1912          | 29–13–1  | 68,6 | —     |
| 9  | E. T. Pickering    | 1913–1914          | 11–7     | 61,1 | —     |
| 10 | T. T. McConnell    | 1915–1916          | 8–6–1    | 56,7 | —     |
| 11 | Norman C. Paine    | 1917–1918          | 8–3–1    | 70,8 | —     |
| 12 | J. B. Craig        | 1919               | 3–4      | 42,9 | —     |
| 13 | George McLaren     | 1920–1921          | 8–5–3    | 59,4 | —     |
| 14 | Francis Schmidt    | 1922–1928          | 42–20–3  | 66,9 | —     |
| 15 | Fred Thomsen       | 1929–1941          | 56–61–10 | 78,0 | 0–0–1 |
| 16 | George Cole        | 1942               | 3–7      | 30,0 | —     |
| 17 | John Tomlin        | 1943               | 2–7      | 22,2 | —     |
| 18 | Glen Rose          | 1944–1945          | 8–12–1   | 40,5 | —     |
| 19 | John Barnhill      | 1946–1949          | 22–17–3  | 56,0 | 1–0–1 |
| 20 | Otis Douglas       | 1950–1952          | 9–21     | 30,0 | —     |
| 21 | Bowden Wyatt       | 1953–1954          | 11–10    | 52,4 | 0–1   |
| 22 | Jack Mitchell      | 1955–1957          | 17–12–1  | 58,3 | —     |
| 23 | Frank Broyles      | 1958–1976          | 144–58–5 | 70,8 | 4–6   |
| 24 | Lou Holtz          | 1977–1983          | 60–21–2  | 73,5 | 3–2–1 |
| 25 | Ken Hatfield       | 1984–1989          | 55–17–1  | 76,0 | 1–6   |
| 26 | Jack Crowe         | 1990–1992          | 9–15     | 37,5 | 0–1   |
| 27 | Joe Kines †        | 1992               | 3–6–1    | 35,0 | —     |
| 28 | Danny Ford         | 1993–1997          | 26–30–1  | 46,5 | 0–1   |
| 29 | Houston Nutt       | 1998–2007          | 75–46    | 62,0 | 2–5   |
| 30 | Reggie Herring †   | 2007               | 0–1      | 00,0 | 0–1   |
| 31 | Bobby Petrino      | 2008–2011          | 34–17    | 66,7 | 2–1   |
| 32 | John L. Smith      | 2012               | 4–8      | 33,3 | —     |
| 33 | Bret Bielema       | 2013–2017          | 29–34    | 46,0 | 2–1   |
| 34 | Paul Rhoads †      | 2017 (intersaison) | —        | —    | —     |
| 35 | Chad Morris        | 2018–2019          | 4–18     | 18,2 | —     |
| 36 | Barry Lunney Jr. † | 2019               | 0–2      | 00,0 | —     |
| 37 | Sam Pittman        | 2020–présent       | 23-25    | 47,9 | —     |

† = Entraineur intérimaire

### Traditions

#### Hymne
Le chant de guerre de l'université d'Arkansas dénommée "« Arkansas Fight »", est le principal chant des équipes sportives de l'Université.
Les paroles et la mélodie de la chanson ont été écrites en 1913 par l'étudiant de l'époque, William Edwin Douglass. L'instrumentation et les accords ont été ajoutés par Henry D. Tovey, son professeur de musique. La chanson était titrée à l'origine « Field Song » et, comme on peut l'interpréter à partir des paroles, était conçue comme une chanson exclusive au football américain.
| Hit that line ! Hit that line ! Keep on going ! Move/Take that ball right down the field ! Give a cheer. Rah ! Rah ! Never fear. Rah ! Rah !V Arkansas will never yield ! On your toes, Razorbacks, to the finish, Carry on with all your might ! For it's A-R-K-A-N-S-A-S for Arkansas ! (également, "A-A-A-R-K-A-N-S-A-S") Fight, fight, fight ! |

#### Calling the Hogs

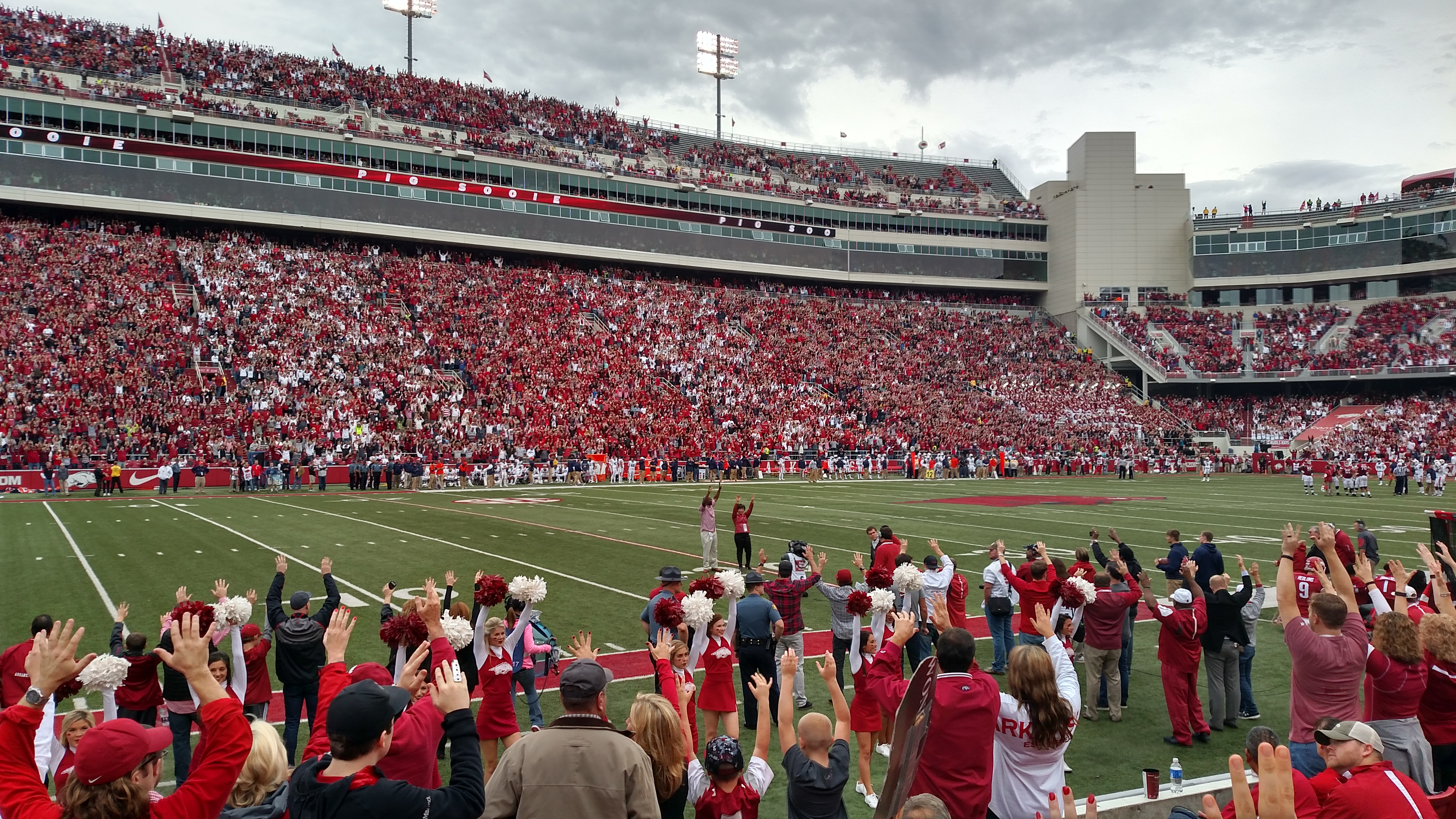
lançant le Hog au Razorback Stadium.

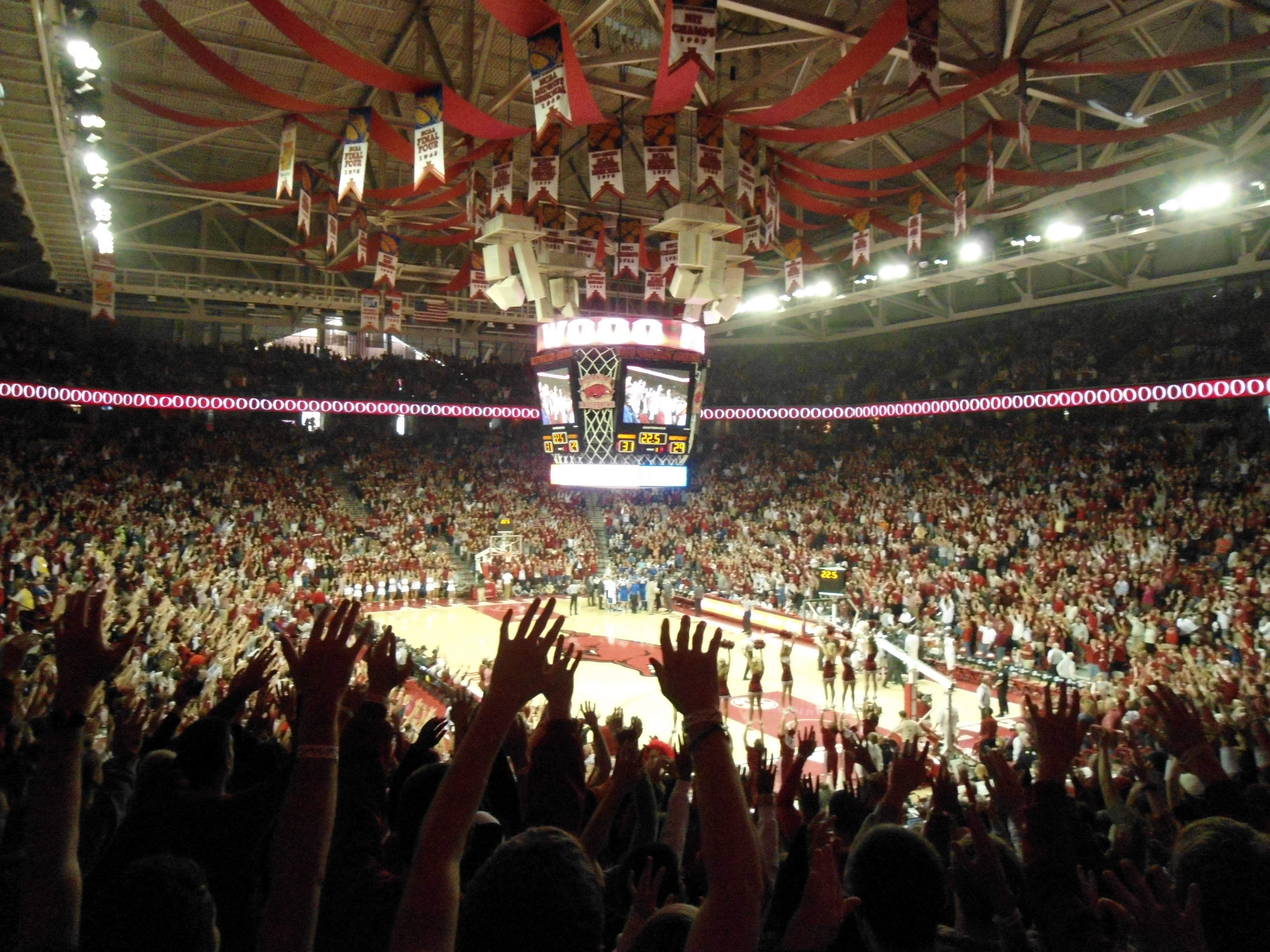
Les supporters des Razorbacks lors du Hog à la Bud Walton Arena lors d'un match contre Kentucky.

Il s'agit d'une tradition relayée par les étudiants, anciens élèves et amateurs de sport de l'Université de l'Arkansas.
Les fans lancent un appel Hog en criant de concert Woooooooo tout en augmentant de volume. Ils lèvent également les bras de haut en bas en remuant les doigts. Cet appel dure environ huit secondes. Les fans crient alors Pig referment leurs doigts en forme de poing tout en abaissant leurs bras. Sur le Sooie les supporters font mine de donner un coup de poing. Cette procédure est répétée à trois reprises et l'acclamation se termine en lançant Razorbacks accompagné de deux coups de poing supplémentaires.
| Woooooooooo, Pig ! Sooie ! Woooooooooo, Pig ! Sooie ! Woooooooooo, Pig ! Sooie ! Razorbacks ! |

L'origine et la date de la première utilisation ne sont pas connues.
Cette célébration est la plus connue à l'Université.Cette tradition aurait commencé dans les années 1920 lorsque des spectateurs ont tenté d'encourager l'équipe de football américain qui était en train de perdre. Cette façon d'encourager a été reprise à plusieurs reprises dès le match suivant par un groupe de supporters ce qui a lancé la tradition. Cette célébration n'est pas limitée au Razorback Stadium, où il est utilisé avant chaque coup d'envoi, mais elle peut être utilisée dans des lieux tels que les aéroports et les hôtels où les fans de Razorback se réunissent.

#### Tusk la mascotte

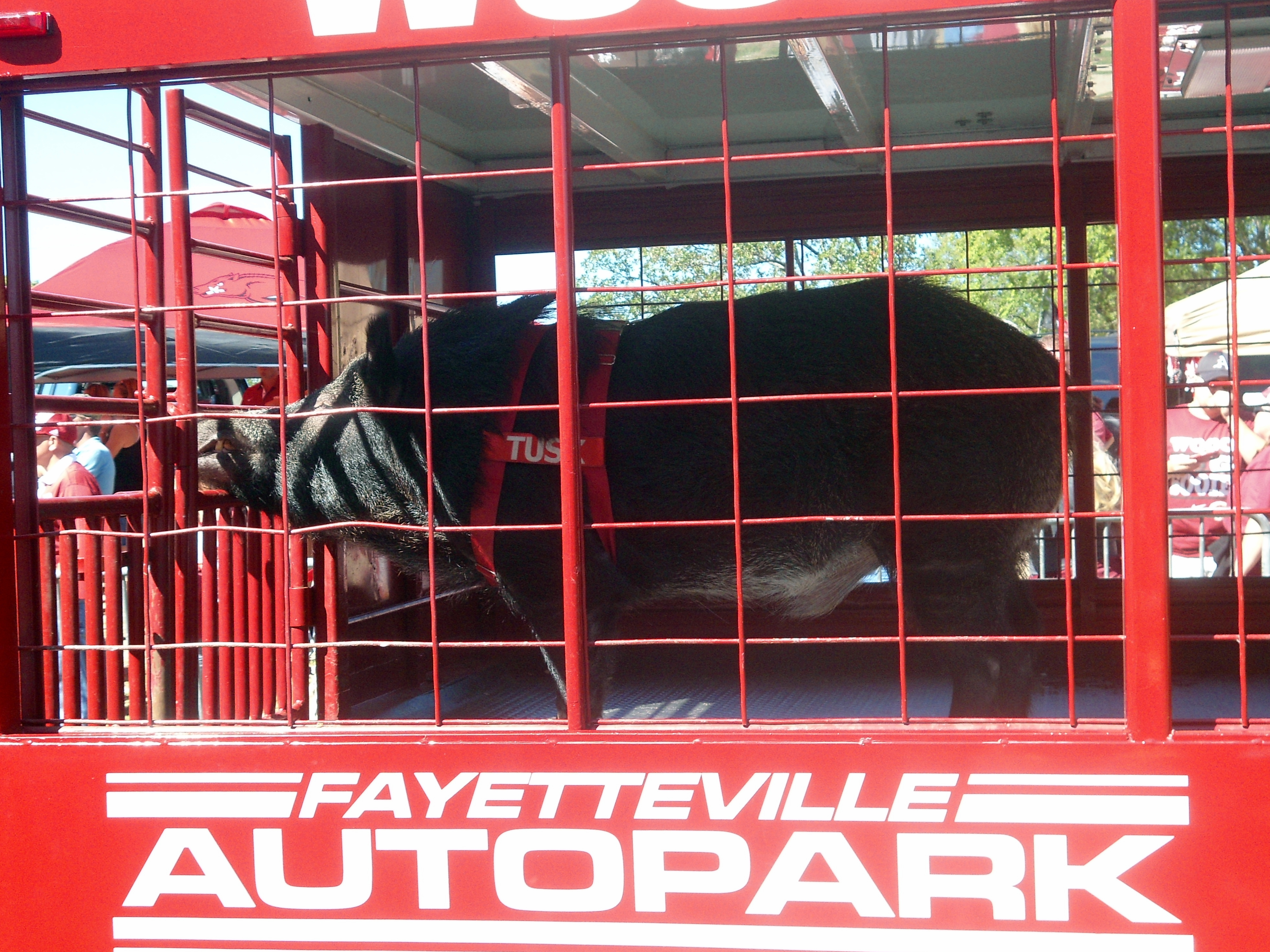
Tusk IV avant le match contre Louisiana-Monroe au War Memorial Stadium.

Tusk (signifiant en français, défense) est le nom officiel de la mascotte vivante de l'Université de l'Arkansas. Il s'agit d'un sanglier russe et la mascotte actuelle (2020) est Tusk V, le cinquième de sa lignée. Jusqu'à présent, les mascottes étaient des mâles (les femelles n'ont pas de défenses). Il est présenté lors des matchs à domicile de football américain, de basketball, de baseball ainsi que lors de divers autres événements importants et propres à l'université. Tusk I a été présenté pour la première fois en début de saison 1997.
La mascotte est placée dans un grand enclos rouge vif qui traverse la foule précédé des pom-pom girls. Les mascottes ont été formées pour donner des baisers aux personnes qui sont assez courageuses pour le faire.
Hors ces célébrations, Tusk vit dans une installation intérieure de 840 m2 contigüe à un espace extérieur clôturé de 650 m2 situé près de Dardanelle dans l'Arkansas. Avant toutes les fonctions officielles auxquelles il doit assister, Tusk reçoit un shampooing pour s'assurer qu'il est à son meilleur pour le public. En 2008, la Razorback Athletics a créé le Tusk Fund pour aider à fournir une aide financière pour son entretien.
Lignée
Tusk I : 1997-2004
Tusk II : 2004-2010 (fils de Tusk I)
Tusk III : 2010-2011 (frère de Tusk II)
Tusk IV : 2011-2019 (fils de Tusk II)
Tusk V : depuis 2019 (fils de Tusk IV

#### Big Red

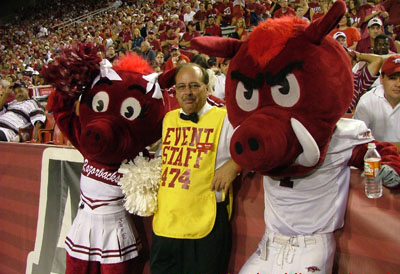
« Big Red » et « Sue E. » lors d'un match de football américain.

Big Red est la principale mascotte costumée de l'Université de l'Arkansas. Elle est inspirée d'un sanglier sauvage.
Au début du XXe siècle, les sangliers sauvages étaient monnaie courante dans les campagnes de l'Arkansas. Après la cinquième victoire consécutive de l'équipe contre LSU à Memphis en match inaugural de leur saison 1909, l'entraîneur Hugo Bezdek a déclaré à un groupe de supporters présents à la gare lors du retour de l'équipe que celle-ci jouait « comme une bande de sangliers sauvage ». Le nom est resté et "Razorbacks" a remplacé "Cardinals" (référence à la couleur des équipes d'Arkansas) comme surnom de l'université.
Il y a actuellement cinq mascottes costumées au service des Razorbacks :
- « Big Red » est la mascotte originale, également surnommée le « Fighting Razorback ». Big Red apparait au début des années 1970. Il était aussi communément appelé le « Dancing Razorback » tout au long des années 1980[36],[37].
- Une mascotte féminine de Razorback, « Sue E. Pig », se produit dans tous les événements féminins et est connue pour ses talents de danseuse et ses changements de costumes.
- Il y a une mascotte de la taille d'un enfant nommée « Pork Chop », populaire auprès des plus jeunes fans. « Pork Chop » est apparu aux jeux Razorback depuis au moins 1998[38].
- Depuis 1999, « Boss Hog » (du nom du personnage de « Shérif, fais-moi peur ») sert de mascotte gonflable de 2,7 mètres de haut.
- Il existe également une mascotte spécifique au baseball nommée « Ribby » (jeu de mots sur l'abréviation utilisée en baseball "RBI") qui assiste à chaque match de baseball à domicile de l'Arkansas[35].

#### Razorback Marching Band
La Razorback Marching Band (surnommée « Best in Sight and Sound ») est la fanfare officielle de l'université de l'Arkansas. Elle est composée de plus de 350 participants et est présente lors de matchs à domicile de son équipe de football américain ainsi que lors des matchs d'après saison régulière (finales de conférence SEC et/ou bowl universitaire). Une petite représentation se déplace également pour les matchs à l'extérieur de l'équipe de football américain.
La fanfare est créée en 1874 mais est à l'origine connue sous le nom de fanfare du corps des cadets (« Cadet Corps Band »). Ce corps est formé dans le cadre du département d'art militaire au cours de la quatrième année d'existence de l'université, ce qui en fait l'un des plus anciens groupes universitaires des États-Unis. La musique du corps de cadets a servi dans de nombreuses fonctions de la vie du campus, ne se limitant pas exclusivement aux événements militaires, mais également lors des matchs de football, des concours, etc.
Le 5 juin 1924, le chapitre « Lambda » de la fraternité « Kappa Kappa Psi » est formé au sein de l'Université. Le but de cette fraternité était, et est à ce jour, de promouvoir l'existence et le bien-être de l'« University Band ». Dans la période qui suit immédiatement la Seconde Guerre mondiale, cette fanfare connait une période de croissance régulière. En 1947, elle se divise en trois groupes : un pour le football américain, un pour les concerts et un troisième dénommé R.O.T.C.
En 1948, E.J. Marty devient le directeur des groupes et transforme le groupe du football de 42 membres en la célèbre « Marching 100 », connue dans toute l'Amérique comme l'une des meilleurs fanfares du pays.
Le 11 novembre 1950, le chapitre « Psi » de la sororité « Tau Beta Sigma » est fondé au sein de l'Université. Avec le chapitre « Lambda » de « Kappa Kappa Psi », ils contribuent à transformer l'organisation musicale de l'université.
En 1956, le Docteur Richard A. "Doc" Worthington devient directeur des fanfares à la suite d'une baisse de leurs effectifs. Le Docteur Worthington réussi rapidement à transformer le « Hopeful 78 » en l'actuelle « University of Arkansas Razorback Marching Band ».

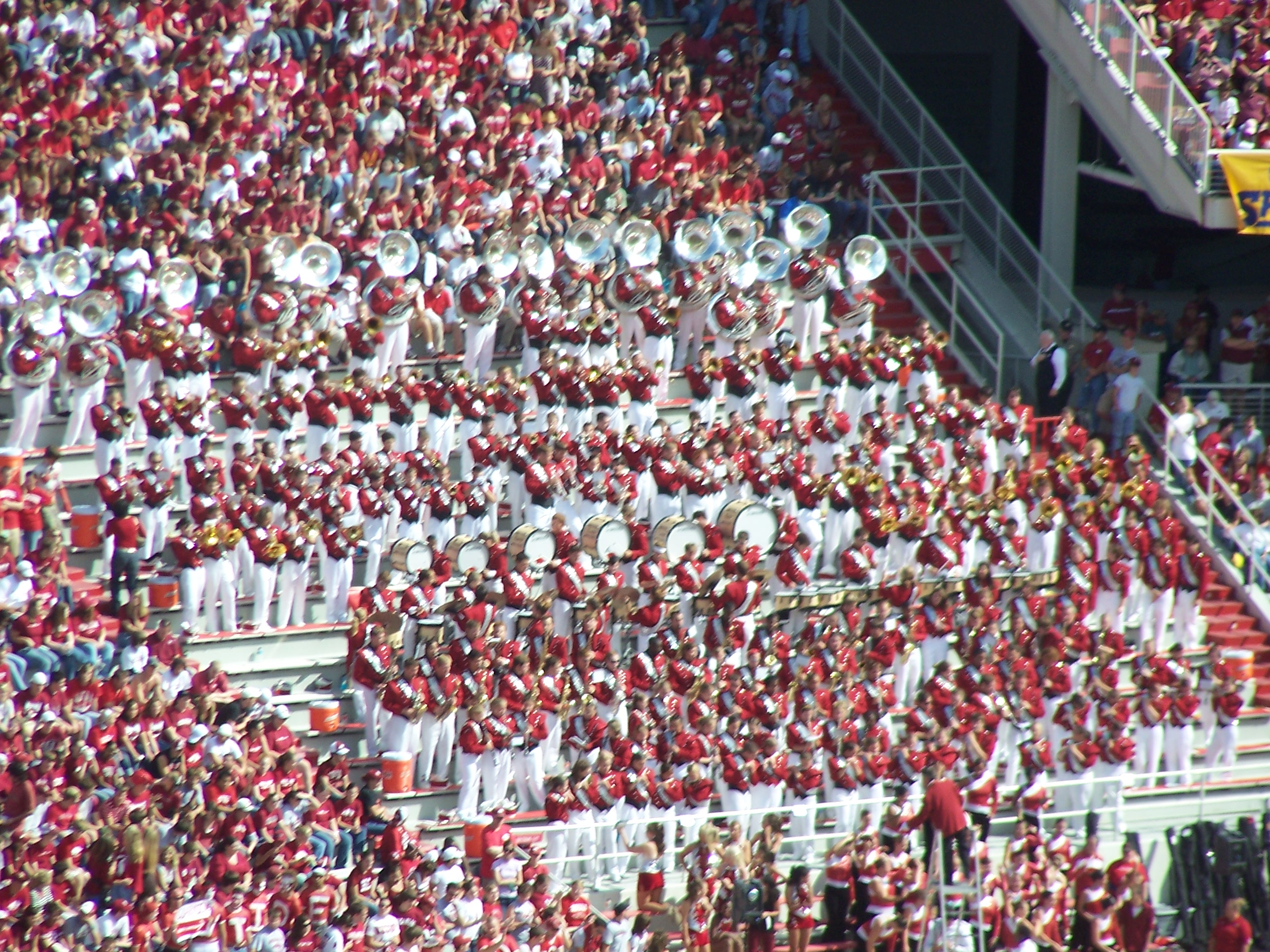
La fanfare lors d'un match à domicile contre Alabama en 2006.
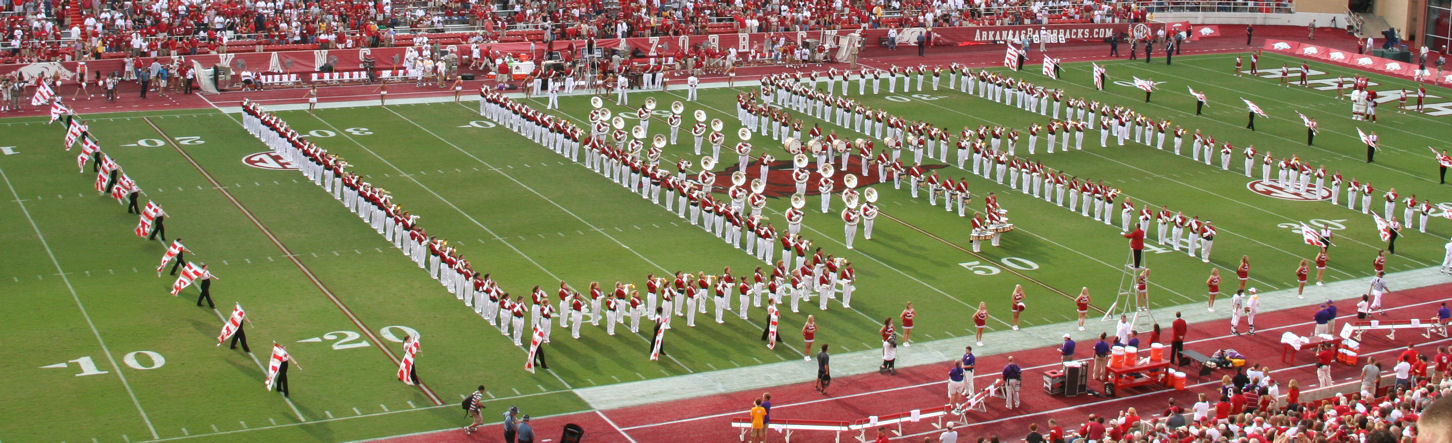
show d'avant match en août 2008.
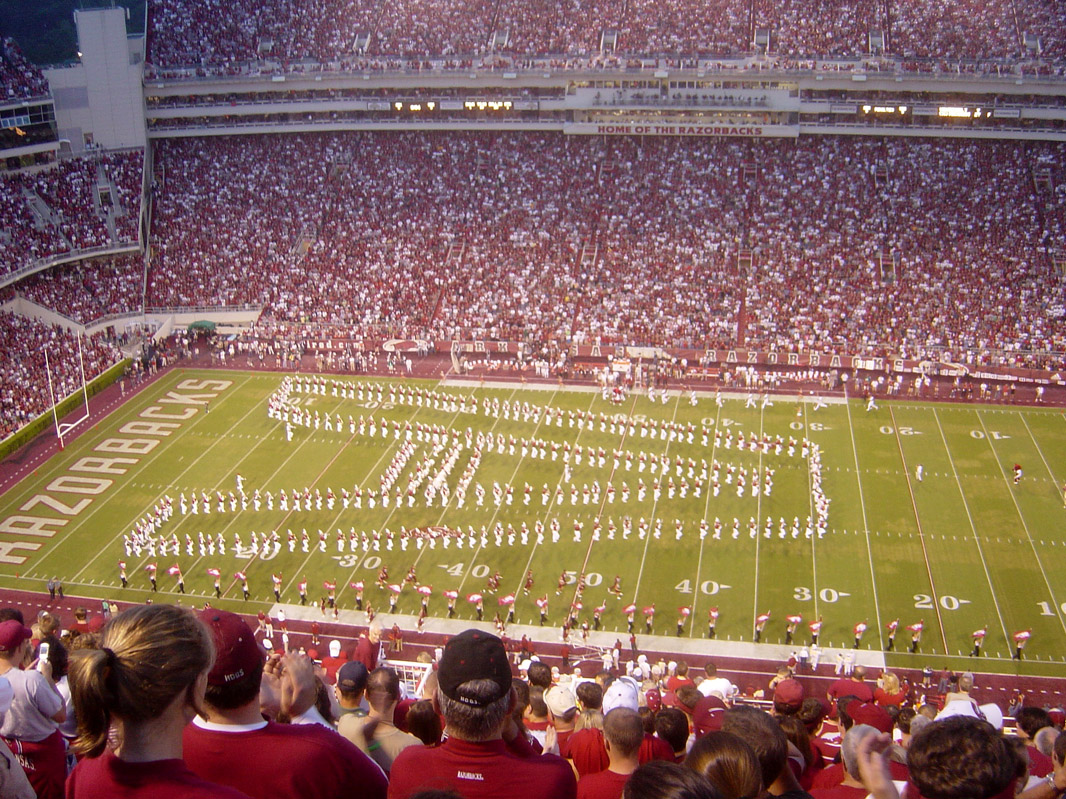
En formation Big A lors du show d'avant match en septembre 2006.

## Palmarès autres sports (titres nationaux)
Hommes (43) :
- Basket-ball : 1994
- Athlétisme en salle : 1984, 1985, 1986, 1987, 1988, 1989, 1990, 1991, 1992, 1993, 1994, 1995, 1997, 1998, 1999, 2000, 2003, 2005, 2006, 2013
- Athlétisme : 1985, 1992, 1993, 1994, 1995, 1996, 1997, 1998, 1999, 2003
- Cross-country : 1984, 1986, 1987, 1990, 1991, 1992, 1993, 1995, 1998, 1999, 2000
- Football (soccer) : 1964

Femmes (6) :
- Athlétisme en salle : 2015, 2019, 2021
- Athlétisme : 2016, 2019
- Cross-country : 2019,